# Melitaea expressa
Melitaea expressa är en fjärilsart som beskrevs av Grum-grshimailo 1887. Melitaea expressa ingår i släktet Melitaea och familjen praktfjärilar. Inga underarter finns listade i Catalogue of Life.